# جی. ای. تاد
جان آرتور تاد (انگلیسی: John Arthur Todd؛ ۲۳ اوت ۱۹۰۸ – ۲۲ دسامبر ۱۹۹۴) هندسه‌دان بریتانیایی بود.

## زندگینامه
تاد در لیورپول زاده شد و در سال ۱۹۲۵ شروع به درس خواندن در کالج ترینیتی (کمبریج) کرد. وی زیر نظر اچ. اف. بیکر تحقیق می‌کرد و در سال ۱۹۳۱ در دانشگاه منچستر سمت گرفت. در سال ۱۹۳۷ در دانشگاه کمبریج شروع به تدریس کرد. او باقی عمر کاری خود را در دانشگاه کمبریج سپری کرد.